# 奧地利的卡爾 (1590-1624)
奧地利的卡爾（德語：Karl von Österreich，1590年8月7日—1624年12月28日），弗羅茨瓦夫主教、條頓騎士團團長，神聖羅馬皇帝斐迪南二世的弟弟。
卡爾終生未婚，1624年於馬德里去世，死後葬在埃斯科里亞爾修道院。